# Матвіївка (Мелітопольський район)
Матві́ївка — село в Україні, у Новоуспенівській сільській громаді Мелітопольського району Запорізької області. Населення становить 915 осіб.

## Географія
Село розташоване у північній частині Мелітопольського району. З селищем Веселе сполучається автошляхом Т 0811 Веселе — Новобогданівка (завдожки 22 км). Фізична відстань до Веселого — 15 км, до Києва — 481 км. Найближча залізнична станція Федорівка (за 9 км). Село сполучене асфальтованими дорогами на захід з селом Новоіванівка, на схід — з селом Восход та селищем Відродження, на північ автошляхом Т 0818 з Тимошівкою.
Сусідні населені пункти:

## Історія
Село засноване 1842 року державними селянами з Курської та Орловської губерній. 
Станом на 1886 рік в селі Тимошівської волості Мелітопольського повіту Таврійської губернії мешкало 1411 осіб, налічувалось 169 дворів, існували православна церква, школа, шкіряний завод, 2 лавки, відбувався щорічний ярмарок 1 травня.
Село зазнало Голодомору 1932—1933 років, організованого радянським урядом з метою винищення місцевого українського населення. Проте кількість жертв так і не вдалося встановити.
У 1962—1965 роках село перебувало у складі Михайлівського району Запорізької області. З 1965 року — в складі Веселівського району.
3 серпня 2017 року, в ході децентралізації, Матвіївська сільська рада Веселівського району об'єднана з Новоуспенівської сільською громадою.
17 липня 2020 року, в результаті адміністративно-територіальної реформи та ліквідації Веселівського району, село увійшло до складу новоутвореного Мелітопольського району.

## Населення
Згідно з переписом УРСР 1989 року чисельність наявного населення села становила 1135 осіб, з яких 502 чоловіки та 633 жінки.
За переписом населення України 2001 року в селі мешкало 909 осіб.

### Мова
Розподіл населення за рідною мовою за даними перепису 2001 року:
| Мова       | Чисельність | Відсоток |
| ---------- | ----------- | -------- |
| російська  | 771         | 84,26%   |
| українська | 139         | 15,19%   |
| білоруська | 1           | 0,11%    |
| вірменська | 1           | 0,11%    |
| румунська  | 1           | 0,11%    |
| інші       | 2           | 0,22%    |
| Усього     | 915         | 100%     |

## Економіка
- ТОВ «Агро-Юніон-2».
- КСП «Іскра».

## Вулиці
В селі 5 вулиць (1 Травня, Аграрна, Козацька, Ліманська, Магістральна) та 3 провулки (Зелений, Мирний та Степовий).

## Об'єкти соціальної сфери
- Середня загальноосвітня школа.
- Дитячий садочок.
- Будинок культури.
- Амбулаторія.

## Відома особа
Уродженець села:
- Зубов Терентій Максимович (1902—1985) — радянський воєначальник, генерал-майор, командор Ордена Британської імперії.